# Quan Trí Bân
Kenny Quan Trí Bân (sinh ngày 30 tháng 12 năm 1980) là ca sĩ, diễn viên Hồng Kông, trực thuộc Tập đoàn Giải trí Anh Hoàng Emperor Entertainment Group. Anh sinh ra tại Philippines, nhưng trưởng thành ở Hồng Kông.
Năm 20 tuổi, Kenny cùng bạn thân của anh - Steven Trương Chí Hằng Steven Cheung được chọn để thành lập nhóm nhạc Boy'z.
Năm 2005, Kenny được yêu cầu rời khỏi Boy'z để phát triển sự nghiệp solo của mình. Anh phát hành 3 album: "Oncoming", "Musick", và "Mie Wo Sagashite"
Năm 2010, Kenny và Steven trở lại với Boy'z, họ cho ra mắt album mới "Ready to go" vào năm 2011. Với album này, họ đã giành được giải ca khúc Phổ Thông hay nhất cho "Sexy Body".
Cũng từ năm 2010, Kenny chủ yếu phát triển sự nghiệp ở Đại Lục. Anh tham gia các bộ phim "Vũ đài thanh xuân" với Han Geng, Huỳnh Dịch, "Kiếm hiệp tình duyên" với Tạ Đình Phong, Thái Trác Nghiên, "Banana Boy", nhưng mãi đến bộ phim Truy Ngư Truyền kỳ, Kenny diễn vai Trương Chân bên cạnh tiểu hoa đán Đại Lục, Triệu Lệ Dĩnh thì tên tuổi anh mới thật sự bật sáng.
Truy ngư truyền kỳ đã đạt được thứ hạng rating cao nhất trong mùa phim hè, đưa Kenny vào top nam diễn viên triển vọng. Tiếp nối thành công đó, năm 2013, Kenny tiếp tục tham gia 2 phim "Bí mật người vợ" và "Tú Lệ giang sơn" bên cạnh Lâm Tâm Như, Viên Hoằng

## Các phim đã tham gia

### Truyền hình
| Năm  | Tên phim                                 | Vai diễn                       | Bạn diễn                                    | Giải thưởng/Ghi chú |
| ---- | ---------------------------------------- | ------------------------------ | ------------------------------------------- | ------------------- |
| 2001 | Y2K+1                                    | A Bân                          |                                             |                     |
| 2003 | All About Boy'z                          | Kenny                          | Trương Chí Hằng, Tưởng Nhã Văn, Twins       |                     |
| 2003 | Công phu túc cầu                         | Hoa Lộng Nguyệt                | Trương Vệ Kiện, Dung Tổ Nhi, Chung Hân Đồng |                     |
| 2003 | Kiếm thuật tinh túy                      | Khách mời                      | Lê Nặc Ý, Lý Dật Lãng                       |                     |
| 2004 | Hỏa đầu trí đa tinh                      | Dịch Tiểu Đông                 |                                             |                     |
| 2004 | Sunshine Heartbeat                       | Tiền Quốc Vỹ - Trần Phượng San | Thái Kỳ Tuấn, Tư Đồ Thoại Kỳ                |                     |
| 2005 | Trung Hoa tiểu đương gia                 | Lang ca                        |                                             |                     |
| 2006 | Đường đua chiến thắng                    | Kenny                          | Hồng Trác Lập, Trần Gia Lạc                 |                     |
| 2007 | Cảnh sát mới ra trường                   | Viên Gia Phú                   | Ngô Trác Hi, Trần Kiện Phong                |                     |
| 2008 | Tổ trọng án                              | Thôi Vỹ Nghiệp                 | Nghiêm Ngật Khoan                           |                     |
| 2008 | Vũ đài thanh xuân                        | A Ba                           | Hàn Canh, Dung Tổ Nhi, Huỳnh Dịch           |                     |
| 2009 | Liên Hoa Vũ                              | Minh Gia An                    |                                             |                     |
| 2011 | Tần Hương Liên                           | Triệu Trinh                    | Trần Hạo Dân, Viên San San                  |                     |
| 2012 | Kiếm Hiệp tình duyên                     | Triệu Vô Kỵ                    | Tạ Đình Phong, Thái Trác Nghiên             |                     |
| 2012 | Thành nhân ký                            | Chương Nam                     | Lý Mạo, Trương Hiểu Thần, Kỉ Á Văn          |                     |
| 2013 | Truy ngư truyền kỳ                       | Trương Trân                    | Triệu Lệ Dĩnh, Đinh Tử Tuấn                 |                     |
| 2013 | Tế công Lạt Ma                           | Hoàng đế                       | Trần Hạo Dân                                |                     |
| 2013 | Tú lệ giang sơn trường ca hành           | Đặng Vũ                        | Viên Hoằng, Lâm Tâm Như                     |                     |
| 2014 | Bí mật của người vợ                      | Ninh Vũ Hiên                   | Lưu Khải Uy, Triệu Lệ Dĩnh                  |                     |
| 2014 | Thiên Thiên hữu tỉ chi Nhân gian có tình | Vương Tuấn                     | Trần Hạo Dân                                |                     |
| 2014 | Chế tạo mỹ nhân                          | Tăng Văn Viễn                  | Tô Thanh                                    |                     |
| 2014 | Sơn Hải Kinh chi Truyền thuyết Xích Ảnh  | Thượng Quan Cẩm                | Trương Hàn, Cổ Lực Na Trát                  |                     |
| 2015 | Yêu em trăm mối ngàn tơ                  | Phương Thiên Tự                | Huỳnh Thánh Y, Cao Vân Tường                |                     |
| 2015 | Rất muốn nghe em nói lời yêu tôi         | Hạ Liệt                        | Huỳnh Thánh Y, Mã Cảnh Đào                  |                     |
| 2016 | Phi Đao Hựu Kiếm Phi Đao                 | Long Dật                       | Lưu Khải Uy, Dương Dung                     |                     |
| 2017 | Bái Kiến Cung Chủ Đại Nhân               | Tần Trảm                       | Tôn Tuyết Ninh                              |                     |
| 2019 | Bái Kiến Cung Chủ Đại Nhân 2             | Tần Trảm                       | Tôn Tuyết Ninh                              |                     |

### Điện ảnh
| Năm  | Tên phim                            | Vai diễn     | Bạn diễn                                          | Giải thưởng/Ghi chú |
| ---- | ----------------------------------- | ------------ | ------------------------------------------------- | ------------------- |
| 2003 | The Death Curse                     | Đinh Vũ      | Thái Trác Nghiên, Chung Hân Đồng, Trương Chí Hằng |                     |
| 2003 | Đội quân dưới đáy biển              | (lồng tiếng) |                                                   |                     |
| 2004 | Fantasia                            | Khách mời    | Cổ Thiên Lạc, Thái Trác Nghiên, Chung Hân Đồng    |                     |
| 2004 | Sức mạnh người cha                  | A Quất       |                                                   |                     |
| 2004 | Ái tác chiến                        | Chí Ba       |                                                   |                     |
| 2004 | Tân câu chuyện cảnh sát             | Hồng Mao     | Thành Long, Tạ Đình Phong                         |                     |
| 2004 | Đại vô vị                           | Tế Đâu       |                                                   |                     |
| 2004 | 6 AM                                | Kenny        | Tưởng Nhã Văn, Trương Chí Hằng                    |                     |
| 2005 | Tình điên đại thánh                 | Bát giới     | Tạ Đình Phong, Thái Trác Nghiên, Phạm Băng Băng   |                     |
| 2005 | Bug Me Not!                         | Tiểu Trí     | Trần Bá Lâm, Lương Lạc Thi, Chung Hân Đồng        |                     |
| 2006 | Nếu Thời gian đảo ngược             | Nhất Huy     | Tiết Khải Kỳ                                      |                     |
| 2006 | Khách sạn hoang vắng                | Mạnh Phàm    | Hà Mỹ Điền                                        |                     |
| 2007 | Phá sự nhi                          | A Trì        | Chung Hân Đồng, Dư Văn Lạc                        |                     |
| 2007 | Tiểu dũng sĩ Hồng Tinh              | Lồng tiếng   |                                                   |                     |
| 2008 | Hắc đạo chi: Kiếp này không hối hận | A Hoành      | Ngô Hạo Khang                                     |                     |
| 2008 | Tinh chiến tiền truyện              | Lồng tiếng   |                                                   |                     |
| 2010 | Phỉ Thúy Minh Châu                  | Khách mời    | Lâm Phong, Thái Trác Nghiên                       |                     |
| 2011 | Nightmare Angel                     | Khách mời    | Chung Hân Đồng, Huỳnh Duy Đức, Ngô Kiện Phi       |                     |
| 2012 | Who in the mirror                   | Giang Hoàn   | Lý Mạnh Quân, Trương Quân Hàm                     |                     |
| 2013 | Bạch hồ                             | Tri Tinh     | Trương Trí Lâm, Chung Hân Đồng                    |                     |

## Ảnh
Quan Trí Bân năm 2006